# Barber-Say-Syndrom
Das Barber-Say-Syndrom ist eine sehr seltene angeborene Erkrankung mit einer Kombination von abnorm vermehrter Behaarung (Hypertrichose), Atrophie der Haut, Fehlstellung eines Augenlides (Ektropium) und übermäßig breitem Mund (Makrostomie). Das Syndrom kann als Form einer Ektodermalen Dysplasie angesehen werden.
Die Bezeichnung bezieht sich auf die Erstbeschreibung durch N. Barber und Mitarbeiter aus dem Jahre 1982.

## Verbreitung
Die Häufigkeit wird mit unter 1 zu 1.000.000 angegeben, bislang wurden erst etwa 20 Patienten beschrieben. Es gibt neben sporadischem Auftreten sowohl autosomal-dominanten Erbgang als auch autosomal rezessive Vererbung.

## Ursache
Im Jahre 2015 wurden ursächliche Mutationen im TWIST2-Gen im Chromosom 2 am Genort q37.3 nachgewiesen.
Veränderungen in diesem Gen liegen auch beim Ablepharon-Makrostomie-Syndrom und beim Setleis-Syndrom vor.

## Klinische Erscheinungen
Klinische Kriterien sind:
- Kongenitale generalisierte Hypertrichose
- Auffälliges Gesicht mit breiter Nasenwurzel, nach vorne gerichteten Nasenlöchern, dünnen Lippen, dünne oder fehlende Augenbrauen und Lider, Hypertelorismus, Makrostomie,
- Ektropium beidseits
- Fehlgebildete Ohren
- Cutis laxa, Hypoplasie der Mamillen und Brustdrüsen.
- Verzögerter Zahndurchbruch, auch Taurodontie

## Differentialdiagnose
Abzugrenzen ist neben anderen Formen der Dermatochalasis das klinisch ähnliche Ablepharon-Makrostomie-Syndrom, evtl. handelt es sich um Veränderungen im gleichen Gen.

## Therapie
Die fehlenden Augenlider können operativ korrigiert werden.